# Pasporta Servo

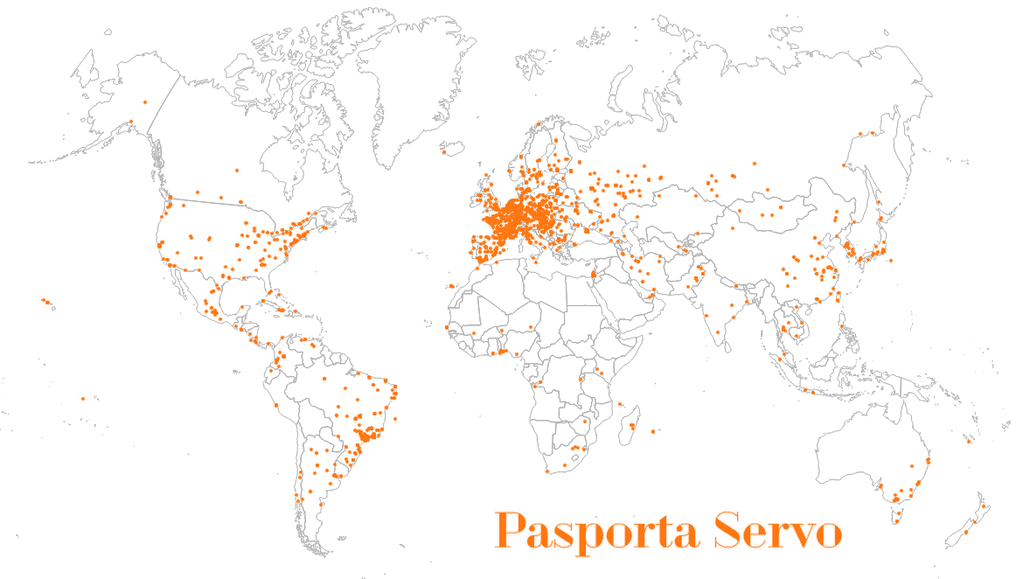
Нанесённые на карту адреса Pasporta Servo в 2015 году (Эсперантия)

Pasporta Servo [паспо́рта сэ́рво] (эсп. «Паспортная служба») — популярная в среде эсперантистов система обмена визитами.

## История
Первоначально идея о «Pasporta Programo» появилась в 1966 году у Рубена Фельдмана-Гонсалеса (Ruben Feldman-Gonzalez) из Аргентины. По нынешней системе Pasporta Servo заработала с 1974 года и включала тогда 39 адресов. В эсперанто-сообществе ежегодник Pasporta Servo довольно быстро стал весьма значимым изданием. В 2004 году было опубликовано 1227 адресов из 79 стран. В 2005 — 1364 адреса из 89 стран. В 2007 — 1320 адресов из 92 стран мира. Однако географическое распределение адресов неравномерно: большая их часть приходится на Европу.
В настоящее время общее руководство Pasporta Servo осуществляется Всемирной молодёжной организацией эсперантистов (TEJO).
Весной 2009 года TEJO запустила онлайн-версию под названием «Pasporta Servo 2.0». По заявлению создателей сайта, PS 2.0 существует в тандеме с печатной версией, позволяя при этом быстрее обновлять информацию об адресах.

## Принцип работы
Pasporta Servo — это небольшая книжка, в которой перечислены адреса эсперантистов всего мира, у которых можно остановиться переночевать или даже пожить несколько дней совершенно бесплатно. Всё, что нужно для получения такой книжки и всех связанных с нею прав: знать эсперанто и самому согласиться принимать время от времени гостей. В итоге, пользователь получает возможность найти бесплатный ночлег практически в любой стране мира, и принимать гостей. Хотя формально в обязанности принимающей стороны входит лишь предоставление ночлега, зачастую хозяева готовы помочь с транспортом, предоставлением местной информации и едой.
Особенно выдающихся результатов можно достичь, сочетая Pasporta Servo и автостоп. Например, молодая американка Аманда Хигли, пропутешествовала таким образом около года по странам Европы. Вернувшись в США, она написала мемуары о том, как весело ездить на венгерских электричках.
Хозяева указывают, сколько гостей и на сколько дней готовы принять, а также могут оставить небольшие комментарии об ограничениях и интересах (не курящие, требуется палатка, приветствуются молодые люди и так далее). В случае понесения убытков, хозяева могут обратиться за их возмещением к гостям.